# Strava
Strava est un réseau social utilisé pour enregistrer des activités sportives via GPS. Le siège social de l'entreprise éponyme se situe à San Francisco en Californie. Le cyclisme et la course à pied concentrent la majorité des activités enregistrées sur le site. En suédois, « strava » signifie « s'efforcer à faire quelque chose sans relâche ».

## Histoire
Strava est créé en 2009 par Michael Horvath et Mark Gainey. Les deux cofondateurs se rencontrent pendant leurs années universitaires au club d'aviron de Harvard dans les années 1990,.
En avril 2025, Strava annonce racheter l'application de planification d'entraînement pour la course à pied Runna.

### Chiffres
En 2013, l'application dépasse le million d'utilisateurs.
En 2016, la société publie les données suivantes : dans le monde, il y 9,6 activités partagées par seconde, 1,3 milliard kudos distribués, 51 millions photographies chargées, 8,4 kilomètres la distance moyenne parcourue par session de course à pied pour les femmes et 5,25 minutes par kilomètre le rythme moyen d’une session de course à pied pour les hommes.
Fin 2021, Strava compte 95 millions d'utilisateurs dont environ 2 millions de nouveaux utilisateurs chaque mois. Au total, la plateforme atteint 6 milliards d'activités enregistrées depuis sa création en 2009, dont 1,8 milliard sur les 12 derniers mois.
Fin 2022, Strava dépasse les 100 millions d'utilisateurs qui enregistrent 40 millions d'activités par semaine.
En 2020, Strava compte 3,2 millions d'utilisateurs en France. Cette même année, Strava réalise un chiffre d'affaires de 100 millions de dollars. En novembre 2020, Strava lève 110 millions de dollars.

## Fonctionnalités
Strava permet à ses membres de partager leurs activités sportives préalablement enregistrées avec un dispositif GPS (smartphone, montre ou GPS destiné à la pratique sportive). Une fois une activité partagée, les utilisateurs qui suivent l'athlète initial ont alors accès à celle-ci.
En 2023, l'application est disponible en une dizaine de langues.
En avril 2023, Strava annonce un partenariat avec Spotify pour une intégration du service de streaming musical au sein de l'application Strava, permettant aux utilisateurs de ne plus devoir alterner entre les deux applications pour changer de titres ou de playlist.

### Analyse de l'activité
Une fois une activité partagée, un résumé de l'activité montre les données importantes, comme la distance parcourue, la vitesse moyenne et le parcours GPS. Des photos peuvent être ajoutées. Un onglet « Analyse » permet de visualiser les données d'activité en fonction de la distance parcourue, comme la puissance instantanée en cyclisme ou la fréquence cardiaque. Il est aussi possible de réutiliser le tracé GPS du parcours, en l'exportant au format GPX ou vers OpenStreetMap. De plus, la fonction Flyby (survol) permet de savoir quels autres athlètes ont pratiqué une activité sportive à proximité (dans l'espace et le temps), s'ils ont activé le paramètre correspondant.

### Les «kudos»
Les utilisateurs de Strava peuvent donner des Kudos sur les activités des autres athlètes à la manière d'un « j'aime ».

### Les «segments»
En cyclisme et en course à pied, il existe des segments de route chronométrés où les athlètes peuvent se concurrencer. Un KOM (King Of Mountain) ou CR (Record de Course) est attribué à l'homme ayant réalisé le meilleur temps sur le segment et un QOM (Queen of Mountain) est attribué à la meilleure femme. On trouve également les "Local Legends" qui sont les membres ayant cumulé le plus de passages dans un segment au cours des 90 derniers jours glissants. Ce sont les membres qui créent les segments. Certains athlètes prennent des risques en tentant de battre les records sur certains segments, en allant à une allure trop élevée ou en ignorant le code de la route. Pour pallier ces risques, Strava place certains segments comme des segments cachés.

### Les «clubs»
Sur Strava, les utilisateurs peuvent rejoindre des « Clubs », des groupes composés de membres partageant un centre d'intérêt commun (association sportive, club de vélo, magasin de sport, etc.).

### Fonctionnalités Premium
L'adhésion Premium (Summit[Quoi ?]) est payante et permet de bénéficier de nouvelles fonctionnalités comme la carte d'activité, qui concentre l'ensemble des traces GPS de vos activités sur une seule carte, la possibilité de se fixer des objectifs annuels et hebdomadaires, des programmes d'entraînement, des vidéos ou encore une analyse plus fine des données issues d'un capteur de puissance en cyclisme, grâce à des outils comme la courbe de puissance ou la distribution estimée par incréments de 25 W. Depuis avril 2020, il est désormais possible de générer aléatoirement des parcours en fonction de la distance, le dénivelé positif et l'orientation souhaités.
Les membres Summit sont visibles par l'apparition d'une petite flèche orange à côté de leur avatar.
En février 2023, l'abonnement mensuel passe de 7,99 à 9,99 €.

### Activités supportées et segments
Au 27 août 2023, Strava supporte 51 activités :
- Cyclisme
- Course à pied
- Natation
- Randonnée pédestre
- Marche
- Ski alpin
- Ski de randonnée
- Canoë
- Crossfit
- Cyclisme avec assistance électrique
- Vélo elliptique
- Hanbike
- Patinage
- Patinage à roulettes
- Kayak
- Kitesurf
- Ski nordique
- Escalade
- Ski à roulettes
- Aviron
- Snowboard
- Raquettes
- Simulateur d'escalier
- Stand up paddle
- Surf
- Vélomobile
- Cyclisme virtuel
- Course à pied virtuelle
- Entraînement aux poids
- Fauteuil roulant
- Entraînement (divers)
- Planche à voile
- Yoga
- VTT
- Trail
- Gravel
- VTT à assistance électrique
- Badminton
- Golf
- HIIT
- Pickleball
- Pilates
- Racquetball
- Football
- Squash
- Tennis de table
- Tennis
- Aviron indoor
- Windsurf
- Skateboard

## Data
La société enregistre divers aspects des activités sportives : la route (vue plan), l'élévation (nette et unidirectionelle), la vitesse (moyenne, minimum et maximum), la temporalité (totale et temps de déplacement), la puissance/énergie et la fréquence cardiaque.
Les activités cyclistes et de running peuvent être visualisées par tout le monde, depuis la page Strava Heatmap (traduction littérale : « carte de chaleur » de Strava) qui montre une heatmap mondiale.
Les données Strava peuvent être connectées avec OpenStreetMap, application de cartographie qui est mise à jour par ses utilisateurs au moyen de traces GPS, de manière à améliorer la carte d'OpenStreetMap.

## Direction de la société
- Michael Horvath : PDG et cofondateur (jusqu'à fin 2023)[20]
- Michael Martin : PDG (à partir du 2 janvier 2024)[21]
- Zip Allen : directrice du marketing[20]
- Misha Gopaul : vice-président chargé du produit[20]

## Polémiques
En 2018, la publication sur Internet des parcours de tous les utilisateurs révèle certaines bases militaires (notamment des bases américaines en Syrie) fréquentées par des militaires en opération, à qui le Pentagone avait distribué en 2013 des bracelets FitBit pour lutter contre l'obésité chez les militaires, ainsi que des blacksites de la CIA selon le Guardian,. 
À partir du 10 décembre 2020, la polémique s'étend aussi à l'Armée Française lors de l'Opération Barkhane à la suite de la publication d'un article de Mediapart suivi de la publication d'une vidéo de l'enquête le 14 décembre.
En octobre 2024, Le Monde publie une enquête, nommée StravaLeaks, montrant que l'itinéraire et les lieux de résidence de plusieurs chefs d'État tels qu'Emmanuel Macron ont pu être identifiés grâce aux parcours publiés sur Strava par des membres de leur équipe de sécurité, compromettant ainsi leur sécurité, voire celle de tiers ou de leurs familles,,.
Peu de temps après, Le Monde publie la partie 2 de l'enquête StravaLeaks et révèle que des membres du Secret Service américain sont également concernés. C'est un total de 150 profils différents, tous membres des services secrets américains qui sont concernés.
Selon un article du Figaro d'avril 2025, il existe des Strava Jockey « payés pour courir à votre place et améliorer vos statistiques sur les réseaux sociaux ; de nombreuses personnes font appel à des coureurs de l’ombre pour impressionner les collègues, dissimuler un adultère ou faire croire à une résidence en France ».

## Concurrence
D'autres sociétés sont présentes sur le même segment de marché :
- Adidas Runtastic
- Apple Santé
- ASICS Runkeeper[4]
- Decathlon Coach
- Google Fit
- Komoot
- MSN Health & Fitness
- Nike Run Club
- Trail Connect
- OpenRunner
- Garmin Connect